# الفوسيني كيتا
الفوسيني كيتا (بالفرنسية: Alphousseyni Keita)‏ (3 نوفمبر 1985 بباماكو في مالي - ) هو لاعب كرة قدم مالي في مركز الوسط. شارك مع منتخب مالي لكرة القدم. أما مع النوادي، فقد لعب مع نادي أكاديميكا كويمبرا ونادي جل فيسنتي ونادي دجوليبا ونادي لومان ونيم أولمبيك ويو دي ليريا وسيركل أولمبيك باماكو.

## وصلات خارجية
- الفوسيني كيتا على موقع الاتحاد الدولي (مؤرشف)  (الإنجليزية)
- الفوسيني كيتا على موقع قاعدة بيانات كرة القدم.إي يو (الإنجليزية)
- الفوسيني كيتا على موقع بيانات كرة القدم. دي إي (الألمانية)
- الفوسيني كيتا على موقع ليكيب (الفرنسية)
- الفوسيني كيتا على موقع ناشيونال فوتبول تيمز (الإنجليزية)
- الفوسيني كيتا على موقع Soccerway.com (الإنجليزية)
- الفوسيني كيتا على موقع AS.com (الإسبانية)